# Nannoperca obscura
Nannoperca obscura là một loài cá trông giống cá pecca, loài này thuộc họ Percichthyidae. Loài cá này chỉ được tìm thấy ở Úc.